# Fußball-Weltmeisterschaft 2014/Gruppe D
| Pl. | Land       | Sp. | S | U | N | Tore    | Diff. | Punkte |
| --- | ---------- | --- | - | - | - | ------- | ----- | ------ |
| 1.  | Costa Rica | 3   | 2 | 1 | 0 | 004:100 | +3    | 07     |
| 2.  | Uruguay    | 3   | 2 | 0 | 1 | 004:400 | ±0    | 06     |
| 3.  | Italien    | 3   | 1 | 0 | 2 | 002:300 | −1    | 03     |
| 4.  | England    | 3   | 0 | 1 | 2 | 002:400 | −2    | 01     |

Gruppe D der Fußball-Weltmeisterschaft 2014:

## Uruguay – Costa Rica 1:3 (1:0)
| Uruguay                                                                                     | Uruguay | Costa Rica | Costa Rica | Aufstellung                          |
| ------------------------------------------------------------------------------------------- | --- | --- | ---------- | ------------------------------------ |
| Uruguay                                                                                     | \| 1. Spieltag \| \| 14. Juni 2014 um 16:00 Uhr (21:00 Uhr MESZ) in Fortaleza (Estádio Plácido Aderaldo Castelo) \| \| Zuschauer: 58.679 \| \| Schiedsrichter: Felix Brych ( Deutschland) \| \| Spielbericht \|                                                                     | \| 1. Spieltag \| \| 14. Juni 2014 um 16:00 Uhr (21:00 Uhr MESZ) in Fortaleza (Estádio Plácido Aderaldo Castelo) \| \| Zuschauer: 58.679 \| \| Schiedsrichter: Felix Brych ( Deutschland) \| \| Spielbericht \|                                                                             | Costa Rica | Aufstellung Uruguay gegen Costa Rica |
| Uruguay                                                                                     | Fernando Muslera – Maxi Pereira, Diego Lugano , Diego Godín, Martín Cáceres – Egidio Arévalo Ríos, Walter Gargano (60. Álvaro González) – Christian Stuani, Cristian Rodríguez (76. Abel Hernández) – Diego Forlán (60. Nicolás Lodeiro), Edinson Cavani Cheftrainer: Óscar Tabárez | Keylor Navas – Óscar Duarte, Giancarlo González, Michael Umaña – Cristian Gamboa, Júnior Díaz – Yeltsin Tejeda (74. José Miguel Cubero), Celso Borges – Christian Bolaños (89. Michael Barrantes) – Bryan Ruiz (83. Marco Ureña) – Joel Campbell Cheftrainer: Jorge Luis Pinto ( Kolumbien) | Costa Rica | Aufstellung Uruguay gegen Costa Rica |
| Uruguay                                                                                     | 1:0 Cavani (24., Foulelfmeter) | 1:1 Campbell (54.) 1:2 Duarte (57.) 1:3 Ureña (84.) | Costa Rica | Aufstellung Uruguay gegen Costa Rica |
| Uruguay                                                                                     | Lugano (50.), Gargano (56.), Cáceres (81.) | | Costa Rica | Aufstellung Uruguay gegen Costa Rica |
| Uruguay                                                                                     | Pereira (90.+5') | | Costa Rica | Aufstellung Uruguay gegen Costa Rica |
| Uruguay                                                                                     | Man of the Match: Joel Campbell (Costa Rica) | | Costa Rica | Aufstellung Uruguay gegen Costa Rica |
| 1. Spieltag                                                                                 | | |            |                                      |
| 14. Juni 2014 um 16:00 Uhr (21:00 Uhr MESZ) in Fortaleza (Estádio Plácido Aderaldo Castelo) | | |            |                                      |
| Zuschauer: 58.679                                                                           | | |            |                                      |
| Schiedsrichter: Felix Brych ( Deutschland)                                                  | | |            |                                      |
| Spielbericht                                                                                | | |            |                                      |

## England – Italien 1:2 (1:1)
| England                                                                             | England | Italien | Italien | Aufstellung                       |
| ----------------------------------------------------------------------------------- | --- | --- | ------- | --------------------------------- |
| England                                                                             | \| 1. Spieltag \| \| 14. Juni 2014 um 18:00 Uhr (15. Juni, 00:00 Uhr MESZ) in Manaus (Arena da Amazônia) \| \| Zuschauer: 39.800 \| \| Schiedsrichter: Björn Kuipers ( Niederlande) \| \| Spielbericht \|                                                     | \| 1. Spieltag \| \| 14. Juni 2014 um 18:00 Uhr (15. Juni, 00:00 Uhr MESZ) in Manaus (Arena da Amazônia) \| \| Zuschauer: 39.800 \| \| Schiedsrichter: Björn Kuipers ( Niederlande) \| \| Spielbericht \|                                                                                 | Italien | Aufstellung England gegen Italien |
| England                                                                             | Joe Hart – Glen Johnson, Phil Jagielka, Gary Cahill, Leighton Baines – Steven Gerrard , Jordan Henderson (73. Jack Wilshere) – Danny Welbeck (61. Ross Barkley), Raheem Sterling, Wayne Rooney – Daniel Sturridge (80. Adam Lallana) Cheftrainer: Roy Hodgson | Salvatore Sirigu – Matteo Darmian, Andrea Barzagli, Gabriel Paletta, Giorgio Chiellini – Daniele De Rossi – Claudio Marchisio, Marco Verratti (57. Thiago Motta) – Andrea Pirlo – Antonio Candreva (79. Marco Parolo) – Mario Balotelli (73. Ciro Immobile) Cheftrainer: Cesare Prandelli | Italien | Aufstellung England gegen Italien |
| England                                                                             | 1:1 Sturridge (37.) | 0:1 Marchisio (35.) 1:2 Balotelli (50.) | Italien | Aufstellung England gegen Italien |
| England                                                                             | Sterling (90.+2') | | Italien | Aufstellung England gegen Italien |
| England                                                                             | Man of the Match: Mario Balotelli (Italien) | | Italien | Aufstellung England gegen Italien |
| 1. Spieltag                                                                         | | |         |                                   |
| 14. Juni 2014 um 18:00 Uhr (15. Juni, 00:00 Uhr MESZ) in Manaus (Arena da Amazônia) | | |         |                                   |
| Zuschauer: 39.800                                                                   | | |         |                                   |
| Schiedsrichter: Björn Kuipers ( Niederlande)                                        | | |         |                                   |
| Spielbericht                                                                        | | |         |                                   |

## Uruguay – England 2:1 (1:0)
| Uruguay                                                                      | Uruguay | England | England | Aufstellung                       |
| ---------------------------------------------------------------------------- | --- | --- | ------- | --------------------------------- |
| Uruguay                                                                      | \| 2. Spieltag \| \| 19. Juni 2014 um 16:00 Uhr (21:00 Uhr MESZ) in São Paulo (Arena Corinthians) \| \| Zuschauer: 62.575 \| \| Schiedsrichter: Carlos Velasco Carballo ( Spanien) \| \| Spielbericht \|                                                                                   | \| 2. Spieltag \| \| 19. Juni 2014 um 16:00 Uhr (21:00 Uhr MESZ) in São Paulo (Arena Corinthians) \| \| Zuschauer: 62.575 \| \| Schiedsrichter: Carlos Velasco Carballo ( Spanien) \| \| Spielbericht \|                                                       | England | Aufstellung Uruguay gegen England |
| Uruguay                                                                      | Fernando Muslera – Martín Cáceres, José María Giménez, Diego Godín , Álvaro Pereira – Álvaro González (79. Jorge Fucile), Egidio Arévalo Ríos, Cristian Rodríguez – Nicolás Lodeiro (67. Christian Stuani) – Luis Suárez (88. Sebastián Coates), Edinson Cavani Cheftrainer: Óscar Tabárez | Joe Hart – Glen Johnson, Gary Cahill, Phil Jagielka, Leighton Baines – Steven Gerrard , Jordan Henderson (88. Rickie Lambert) – Raheem Sterling (65. Ross Barkley), Wayne Rooney, Danny Welbeck (71. Adam Lallana) – Daniel Sturridge Cheftrainer: Roy Hodgson | England | Aufstellung Uruguay gegen England |
| Uruguay                                                                      | 1:0 Suárez (39.) 2:1 Suárez (85.) | 1:1 Rooney (75.) | England | Aufstellung Uruguay gegen England |
| Uruguay                                                                      | Godín (9.) | Gerrard (68.) | England | Aufstellung Uruguay gegen England |
| Uruguay                                                                      | Man of the Match: Luis Suárez (Uruguay) | | England | Aufstellung Uruguay gegen England |
| 2. Spieltag                                                                  | | |         |                                   |
| 19. Juni 2014 um 16:00 Uhr (21:00 Uhr MESZ) in São Paulo (Arena Corinthians) | | |         |                                   |
| Zuschauer: 62.575                                                            | | |         |                                   |
| Schiedsrichter: Carlos Velasco Carballo ( Spanien)                           | | |         |                                   |
| Spielbericht                                                                 | | |         |                                   |

## Italien – Costa Rica 0:1 (0:1)
| Italien                                                                  | Italien | Costa Rica | Costa Rica | Aufstellung                          |
| ------------------------------------------------------------------------ | --- | --- | ---------- | ------------------------------------ |
| Italien                                                                  | \| 2. Spieltag \| \| 20. Juni 2014 um 13:00 Uhr (18:00 Uhr MESZ) in Recife (Arena Pernambuco) \| \| Zuschauer: 40.285 \| \| Schiedsrichter: Enrique Osses ( Chile) \| \| Spielbericht \|                                                                                                   | \| 2. Spieltag \| \| 20. Juni 2014 um 13:00 Uhr (18:00 Uhr MESZ) in Recife (Arena Pernambuco) \| \| Zuschauer: 40.285 \| \| Schiedsrichter: Enrique Osses ( Chile) \| \| Spielbericht \|                                                                                                | Costa Rica | Aufstellung Italien gegen Costa Rica |
| Italien                                                                  | Gianluigi Buffon – Matteo Darmian, Andrea Barzagli, Giorgio Chiellini, Ignazio Abate – Daniele De Rossi – Thiago Motta (46. Antonio Cassano), Andrea Pirlo – Antonio Candreva (57. Lorenzo Insigne), Claudio Marchisio (69. Alessio Cerci) – Mario Balotelli Cheftrainer: Cesare Prandelli | Keylor Navas – Óscar Duarte, Giancarlo González, Michael Umaña – Cristian Gamboa, Júnior Díaz – Yeltsin Tejeda (68. José Miguel Cubero), Celso Borges – Christian Bolaños – Bryan Ruiz (81. Randall Brenes), Joel Campbell (74. Marco Ureña) Cheftrainer: Jorge Luis Pinto ( Kolumbien) | Costa Rica | Aufstellung Italien gegen Costa Rica |
| Italien                                                                  | 0:1 Ruiz (44.) | | Costa Rica | Aufstellung Italien gegen Costa Rica |
| Italien                                                                  | Balotelli (69.) | Cubero (71.) | Costa Rica | Aufstellung Italien gegen Costa Rica |
| Italien                                                                  | Man of the Match: Bryan Ruiz (Costa Rica) | | Costa Rica | Aufstellung Italien gegen Costa Rica |
| 2. Spieltag                                                              | | |            |                                      |
| 20. Juni 2014 um 13:00 Uhr (18:00 Uhr MESZ) in Recife (Arena Pernambuco) | | |            |                                      |
| Zuschauer: 40.285                                                        | | |            |                                      |
| Schiedsrichter: Enrique Osses ( Chile)                                   | | |            |                                      |
| Spielbericht                                                             | | |            |                                      |

## Italien – Uruguay 0:1 (0:0)
| Italien                                                                | Italien | Uruguay | Uruguay | Aufstellung                       |
| ---------------------------------------------------------------------- | --- | --- | ------- | --------------------------------- |
| Italien                                                                | \| 3. Spieltag \| \| 24. Juni 2014 um 13:00 Uhr (18:00 Uhr MESZ) in Natal (Arena das Dunas) \| \| Zuschauer: 39.706 \| \| Schiedsrichter: Marco Antonio Rodríguez Moreno ( Mexiko) \| \| Spielbericht \|                                                                                  | \| 3. Spieltag \| \| 24. Juni 2014 um 13:00 Uhr (18:00 Uhr MESZ) in Natal (Arena das Dunas) \| \| Zuschauer: 39.706 \| \| Schiedsrichter: Marco Antonio Rodríguez Moreno ( Mexiko) \| \| Spielbericht \|                                                                                 | Uruguay | Aufstellung Italien gegen Uruguay |
| Italien                                                                | Gianluigi Buffon – Andrea Barzagli, Leonardo Bonucci, Giorgio Chiellini – Marco Verratti (75. Thiago Motta), Claudio Marchisio – Matteo Darmian, Andrea Pirlo, Mattia De Sciglio – Ciro Immobile (71. Antonio Cassano) – Mario Balotelli (46. Marco Parolo) Cheftrainer: Cesare Prandelli | Fernando Muslera – Martín Cáceres, Diego Godín , José María Giménez, Álvaro Pereira (63. Christian Stuani) – Cristian Rodríguez (78. Gastón Ramírez), Egidio Arévalo Ríos, Álvaro González – Nicolás Lodeiro (46. Maxi Pereira) – Luis Suárez, Edinson Cavani Cheftrainer: Óscar Tabárez | Uruguay | Aufstellung Italien gegen Uruguay |
| Italien                                                                | 0:1 Godín (81.) | | Uruguay | Aufstellung Italien gegen Uruguay |
| Italien                                                                | Balotelli (22.), De Sciglio (77.) | Ríos (46.), Muslera (90.+2') | Uruguay | Aufstellung Italien gegen Uruguay |
| Italien                                                                | Marchisio (59.) | | Uruguay | Aufstellung Italien gegen Uruguay |
| Italien                                                                | Man of the Match: Gianluigi Buffon (Italien) | | Uruguay | Aufstellung Italien gegen Uruguay |
| 3. Spieltag                                                            | | |         |                                   |
| 24. Juni 2014 um 13:00 Uhr (18:00 Uhr MESZ) in Natal (Arena das Dunas) | | |         |                                   |
| Zuschauer: 39.706                                                      | | |         |                                   |
| Schiedsrichter: Marco Antonio Rodríguez Moreno ( Mexiko)               | | |         |                                   |
| Spielbericht                                                           | | |         |                                   |

## Costa Rica – England 0:0
| Costa Rica                                                                                         | Costa Rica | England | England | Aufstellung                          |
| -------------------------------------------------------------------------------------------------- | --- | --- | ------- | ------------------------------------ |
| Costa Rica                                                                                         | \| 3. Spieltag \| \| 24. Juni 2014 um 13:00 Uhr (18:00 Uhr MESZ) in Belo Horizonte (Estádio Governador Magalhães Pinto) \| \| Zuschauer: 57.823 \| \| Schiedsrichter: Djamel Haimoudi ( Algerien) \| \| Spielbericht \|                                                | \| 3. Spieltag \| \| 24. Juni 2014 um 13:00 Uhr (18:00 Uhr MESZ) in Belo Horizonte (Estádio Governador Magalhães Pinto) \| \| Zuschauer: 57.823 \| \| Schiedsrichter: Djamel Haimoudi ( Algerien) \| \| Spielbericht \|                              | England | Aufstellung Costa Rica gegen England |
| Costa Rica                                                                                         | Keylor Navas – Cristian Gamboa, Óscar Duarte, Giancarlo González, Roy Miller – Bryan Ruiz , Celso Borges (78. Michael Barrantes), Yeltsin Tejeda – Randall Brenes, (59. Christian Bolaños), Joel Campbell (65. Marco Ureña) Cheftrainer: Jorge Luis Pinto ( Kolumbien) | Ben Foster – Phil Jones, Gary Cahill, Chris Smalling, Luke Shaw – Frank Lampard , Jack Wilshere (73. Steven Gerrard) – James Milner (76. Wayne Rooney), Ross Barkley, Adam Lallana (62. Raheem Sterling) – Daniel Sturridge Cheftrainer: Roy Hodgson | England | Aufstellung Costa Rica gegen England |
| Costa Rica                                                                                         | González (60.) | Barkley (53.), Lallana (57.) | England | Aufstellung Costa Rica gegen England |
| Costa Rica                                                                                         | Man of the Match: Keylor Navas (Costa Rica) | | England | Aufstellung Costa Rica gegen England |
| 3. Spieltag                                                                                        | | |         |                                      |
| 24. Juni 2014 um 13:00 Uhr (18:00 Uhr MESZ) in Belo Horizonte (Estádio Governador Magalhães Pinto) | | |         |                                      |
| Zuschauer: 57.823                                                                                  | | |         |                                      |
| Schiedsrichter: Djamel Haimoudi ( Algerien)                                                        | | |         |                                      |
| Spielbericht                                                                                       | | |         |                                      |